# Günter Hannstein
Günter Hannstein (* 1. Dezember 1936 in Hanau; † 1. Oktober 2019) war ein Brigadegeneral des Heeres der Bundeswehr.

## Leben
Hannstein trat am 1. April 1957 beim Grenadierbataillon 31 in Buxtehude in die Bundeswehr ein, absolvierte 1957 bis 1959 den Fahnenjunker- und Führerlehrgang an der Infanterieschule in Hammelburg und wechselte zum 1. April 1959 mit der Beförderung zum Leutnant zur Heeresfliegertruppe. 1959 durchlief er den Hubschrauberlehrgang Bell UH-1 in Hartenholm, war von 1959 bis 1960 Flugzeugführer in der Heeresfliegerstaffel 4 in Fritzlar und 1960 in der Heeresfliegerstaffel 51 in Bückeburg. Im November und Dezember 1960 absolvierte er den Lehrgang auf der Dornier Do 27 an der Heeresfliegerwaffenschule in Bückeburg und war anschließend bis Mai 1962 Flugzeugführer in der Heeresfliegerstaffel 8 in Oberschleißheim. Von Juni 1962 bis Oktober 1964 folgte die Ausbildung zum Heeresflugzeugführeroffizier, S 3 für Flugsicherheit und Unfallverhütung und die Ausbildung zum S 3 Flugsicherheit. Anschließend war er von November 1964 bis Dezember 1966 Staffelkapitän der Heeresfliegerstaffel 10 in Sigmaringen.
Von 1967 bis 1969 absolvierte Hannstein den 10. Generalstabslehrgang Heer an der Führungsakademie der Bundeswehr in Hamburg, wo er zum Offizier im Generalstabsdienst ausgebildet wurde. Danach wurde er Referent in der Stabsabteilung I im Führungsstab des Heeres im Bundesministerium der Verteidigung in Bonn. Im Oktober 1971 wechselte er als Generalstabsoffizier für Planung, Ausbildung und Organisation (G 3) in den Stab der Panzergrenadierbrigade 13 in Wetzlar. Von August 1973 bis September 1974 besuchte er einen Lehrgang am Armed Forces Staff College in Norfolk in den Vereinigten Staaten und war nach seiner Rückkehr bis September 1976 stellvertretender Regimentskommandeur des Heeresfliegerregiments 10 in Celle. Von Oktober 1976 bis März 1978 war er G 3 der 6. Panzergrenadierdivision in Neumünster, von April 1978, verbunden mit der Ernennung zum Oberst, bis September 1982 Gruppenleiter VII 1 und stellvertretender General der Heeresflieger im Heeresamt in Köln.
Im Oktober 1982 wurde Hannstein Kommandeur der Heeresfliegerwaffenschule in Bückeburg. Im Oktober 1987 wechselte er nach Rheine als Kommandeur des Heeresfliegerkommandos 1. Vom 12. Oktober 1989 bis zum September 1992 war er Brigadekommandeur der Panzerbrigade 21 in Augustdorf, wo er am 26. Juni 1992 zum Brigadegeneral befördert wurde, war im Anschluss stellvertretender Divisionskommandeur der 10. Panzerdivision in Sigmaringen, ab April 1994 Abteilungsleiter VII und General der Heeresflieger im Heeresamt in Köln und in seiner letzten Verwendung von Januar bis März 1995 kurzzeitig ein zweites Mal Kommandeur der Heeresfliegerwaffenschule in Bückeburg. Mit Ablauf des März 1995 wurde er in den Ruhestand versetzt.
Hannstein war evangelisch, verheiratet und hatte zwei Töchter. Er ist auf dem Friedhof an der Scheier Straße in Bückeburg beigesetzt.

## Auszeichnungen
- Verdienstkreuz am Bande des Verdienstordens der Bundesrepublik Deutschland (1984)
- Ehrenkreuz der Bundeswehr in Gold